# Zack Kennedy
Zackery „Zack“ Kennedy (* 15. Mai 1995 in Atlanta, Georgia) ist ein ehemaliger US-amerikanischer Tennisspieler.

## Karriere
Zack Kennedy studiert an der Georgia State University Journalismus und spielt auch für die dortige College-Mannschaft.
Kennedy spielte nur einmal im Profitennis. 2016 in Atlanta bekam er mit Christopher Eubanks eine Wildcard fürs Doppel, wo sie in der ersten Runde sogleich im Match-Tie-Break gewannen. In der zweiten Runde verloren sie gegen Andrés Molteni und Horacio Zeballos mit 5:7, 5:7. Darüber hinaus spielte er kein einziges Profimatch.